# Гейлі Джоел Осмент
Гейлі Джоел Осмент (англ. Haley Joel Osment; *10 квітня 1988, Лос-Анджелес, США) — американський актор. Старший брат актриси та співачки Емілі Осмент.

## Біографія
Гейлі Джоел Осмент народився 10 квітня 1988 року в Лос-Анджелесі в родини актора Міхаеля Юджина Осмента та Терези Осмент — вчительки англійської мови. Сестра — відома актриса та співачка Емілі Осмент. Саме він надихнув сестру на вибір акторської діяльності.
У п'ять років він став рекламним обличчям «Піца Хат». Незабаром його помітив відомий режисер Роберт Земекіс. Він узяв Гейлі в гучний фільм «Форрест Гамп» («Forrest Gump», 1994), де той зіграв Форреста Гампа-молодшого.
Після «Форреста» Гейлі стали запрошувати на ролі в кіно. Спершу був фільм «Брехня серця» («Lies of the heart», 1994), потім серіал «Алея гроз» («Thunder alley», 1994) і ще декілька фільмів.
Його комедійні навички проявилися в ранньому віці, і після Thunder Alley він знявся у ще двох комедійних серіалах. Норман Джуїсон дав Гейлі першу головну роль на великому екрані у фільмі «Bogus» (1996).

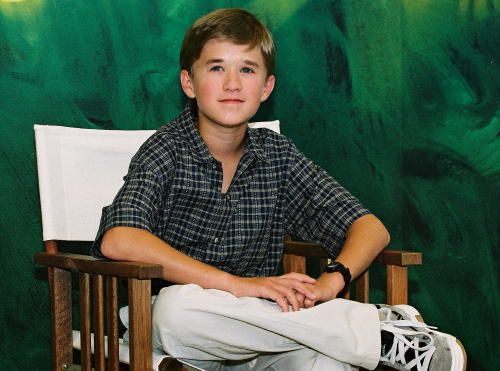
Гейлі Осмент у фільмі «Штучний розум» 2001 року

До фільму «Шосте чуття» Гейлі пробувався на роль Анакіна Скайвокера в продовженні «Зоряних війн».
У «Шостому чутті» (1999) гра молодого актора справила враження на глядачів. Його бездоганне виконання Коула Сіра, який бачить душі померлих людей, принесло йому номінацію на Оскар у віці 11-ти років та данину захоплення від переможця Майкла Кейна.
Через деякий час він показав таку ж потужну гру у фільмі «Заплати іншому» (2000), де також знімалися лауреати Оскара Гелен Гант та Кевін Спейсі. 29 червня 2001 року вийшла на екрани футуристична казка Стівена Спілберга «Штучний розум» (2001) з Гейлі та Джудом Лоу в головних ролях.
Осмент проявив себе також як актор озвучування: його голосом говорить Сора — головний герой серії ігор Kingdom Hearts.

## Фільмографія
| Рік  |    | Українська назва                         | Оригінальна назва                             | Роль                       |
| ---- | -- | ---------------------------------------- | --------------------------------------------- | -------------------------- |
| 1994 | ф  | Форрест Гамп                             | Forrest Gump                                  | син Форреста Гампа         |
| 1994 | ф  | Цілком пришелепкуватий                   | Mixed Nuts                                    | маленький хлопчик          |
| 1995 | ф  | Наречена в кредит                        | For Better or Worse                           | Данні                      |
| 1996 | ф  | Богус                                    | Bogus                                         | Альберт                    |
| 1997 | мф | Красуня та Чудовисько: Зачароване Різдво | Beauty and the Beast: The Enchanted Christmas | Чіп (озвучення)            |
| 1997 | тф |                                          | Last Stand at Saber River                     | Девід                      |
| 1998 | тф |                                          | Cab To Canada                                 | Боббі                      |
| 1998 | тф |                                          | Lake, The                                     | Ділан                      |
| 1999 | ф  | Я запам'ятаю квітень                     | I'll Remember Apri                            | Peewee Clayton             |
| 1999 | ф  | Шосте почуття                            | Sixth Sense                                   | Коул                       |
| 2000 | ф  | Заплати іншому                           | Pay It Forward                                | Тревор                     |
| 2001 | ф  | Штучний розум                            | A.I.                                          | Девід                      |
| 2001 | ф  | Межі Господа                             | Edges of The Lord                             | Ромек                      |
| 2002 | ф  | Сільські ведмеді                         | The Country Bears                             | Бірі Барінгтон (озвучення) |
| 2003 | ф  | Старі леви                               | Secondhand Lions                              | Волтер                     |
| 2007 | ф  | Будинок гігантів                         | Home of the Giants                            | Robert «Gar» Gartland      |
| 2008 | ф  | Істина та зрада                          | Truth & Treason                               | Helmuth Hübener            |
| 2010 | ф  | Montana Amazon                           | Montana Amazon                                | Womple                     |
| 2014 | ф  | Бивень                                   | Tusk                                          | Тедді                      |
| 2015 | ф  | Антураж                                  | Entourage                                     | Тревіс Маккредл            |
| 2019 | ф  | Звабливий, Поганий, Злий                 | Extremely Wicked, Shockingly Evil and Vile    | Джеррі                     |
| 2024 | ф  | Кліпни двічі                             | Blink Twice                                   | Том                        |

### Серіали
- 1994 — The Larry Sanders Show/The Larry Sanders Show — маленький хлопчик в епізоді "The Fourteenth Floor"
- 1994 — Thunder Alley/Thunder Alley —Harry Turner
- 1995-97 — The Jeff Foxworthy Show/The Jeff Foxworthy Show —Matt Foxworthy
- 1997 — Вокер, техаський рейнджер/Walker, Texas Ranger —Лукас Сімс в епізоді „Лукас“: Part 1,2
- 1998 — Морфі Браун/Murphy Браун"-- —Avery Браун"--
- 1998 — Дотик ангела/Touched By An Angel —John Henry в епізоді «Flights of Angels»
- 1998 — Удавальник /The Pretender —Davy Simpkins в епізоді «Bloodlines»
- 1999 — Ally McBeal /Ally McBeal —Eric Stall в епізоді «Angels and Blimps»
- 2017 — Людина майбутнього /Future Man — доктор Стю Камілло у 5 епізодах
- 2019-21 — Метод Комінськи /The Kominsky Method — Роббі
- 2025 — Венздей 2 сезон /Wednesday — Чет Латрой

## Нагороди та премії
- Сатурн
  - 2000 рік. Переможець: Найкращий молодий актор («Шосте чуття»)
  - 2002 рік. Переможець: Найкращий молодий актор («Штучний розум»)
- Оскар
  - 2000 рік. Номінації: Найкраща чоловіча роль другого плану («Шосте чуття»)
- Золотий глобус
  - 2000 рік. Номінації: Найкраща чоловіча роль другого плану («Шосте чуття»)
- Премія MTV Movie & TV Awards
  - 2000 рік.
    - Переможець: Найкращий прорив року («Шосте чуття»)
    - Номінації: Найкращий екранний дует («Шосте чуття»)
- Премія для молодих акторів. Переможець, Найкраща роль у художньому фільмі — провідний молодий актор («Шосте чуття») (2000)
- Трансляція асоціації кінокритиків Award Winner, в номінації найкращий виконавець дитини:
- YoungStar премія, 1999 (Для Канади)
- YoungStar премія, 1997 (Last Stand на Saber River)
- Молодий виконавець Film Award '95 (Forrest Gump)